# Municipio de Novo Selo (Bulgaria)
El municipio de Novo Selo (búlgaro: Община Ново село) es un municipio búlgaro perteneciente a la provincia de Vidin.
En 2011 tiene 2930 habitantes, el 96,72% búlgaros y el 2,39% gitanos. La capital es Novo Selo, donde vive la tercera parte de la población municipal.
Se ubica en un área rural del norte de la provincia y su término municipal, en la ribera del Danubio, es fronterizo con Rumania.

## Pueblos
| Pueblo       | Cirílico    | Población (2011) |
| ------------ | ----------- | ---------------- |
| Novo Selo    | Ново село   | 1015             |
| Florentin    | Флорентин   | 352              |
| Negovanovtsi | Неговановци | 398              |
| Vinarovo     | Винарово    | 755              |
| Yasen        | Ясен        | 259              |
| Total        |             | 2979             |